# Jaragua oviedensis
Jaragua oviedensis är en insektsart som beskrevs av Perez-gelabert, Dominici och Hierro 1995. Jaragua oviedensis ingår i släktet Jaragua och familjen Pyrgomorphidae. Inga underarter finns listade i Catalogue of Life.